# Süleymancılar
Süleymancılar (etwa: „Anhänger Süleymans“) ist die Fremdbezeichnung einer islamischen Laiengemeinschaft aus der Türkei.
Die Bezeichnung „Süleymancılar“ bezieht sich auf den Begründer der Bewegung, den Religionsgelehrten Süleyman Hilmi Tunahan (1888–1959). Er war Gründer und ist spirituelle Leitfigur der Strömung.

## Geschichte
Die Gemeinschaft oder Gemeinde (Süleyman Efendi Cemaati) entstand in den 1940er Jahren in Istanbul durch den Koranunterricht und die Predigten Tunahans. Insbesondere in den 1950er Jahren breitete sich die Gemeinde dank geänderter politischer Bedingungen rasch in andere Städte aus. Primäres Ziel Tunahans war die religiöse Unterweisung seiner Schüler als Gegengewicht zur Säkularisierung des Bildungswesens in der Türkei. Dabei entstanden Spannungen mit Absolventen von İmam-Hatip-Schulen, denen Tunahan zunächst ablehnend gegenüberstand, und mit der obersten Religionsbehörde Diyanet. Aus dieser Zeit stammt auch die Bezeichnung „Süleymancı“. Nach Tunahans Tod folgte ihm sein Schwiegersohn Kemal Kaçar als Führer der Gemeinde. Sein  Nachfolger wiederum war Ahmet Arif, welcher auch verstarb.
1966 gründeten Gemeindemitglieder eine Föderation, die sich die Einrichtung und Durchführung von Korankursen zum Ziel setzte, die „Kur’an Kursları Kurma, Koruma ve İdame Ettirme Dernekleri Federasyonu“. Als aufgrund geänderter Bestimmung dem Diyanet die Nutznießung der Kursräumlichkeiten der Gemeinde übertragen werden sollte, konzentrierte man sich fortan auf die Förderung der Ausbildung von Einzelpersonen an den İmam-Hatip-Schulen und Theologischen Fakultäten. 1980 entstand daraus in der Türkei der als Dachverband konzipierte Hilfsverein „Kurs ve Okul Talebelerine Yardım Dernekleri Federasyonu“. Nach dem Militärputsch in der Türkei 1980 wurde führenden Gemeindemitgliedern der Prozess gemacht. So warf die Staatsanwaltschaft Antalya ihnen 1983 vor, sie hätten das Kalifat und eine Regierung entsprechend der Scharia gründen wollen und illegale Korankurse betrieben. Kemal Kaçar und Ali Ak wurden dabei zu je zwei Jahren Haft verurteilt. Die Vereine wurden verboten und ihr Vermögen beschlagnahmt. Ein Jahr später wurde das Urteil jedoch aufgehoben.
Ab 1973 gründete die Gemeinde zunächst in Köln und dann in weiteren europäischen Ländern die Islamischen Kulturzentren. In Deutschland sind die Anhänger im Verband der Islamischen Kulturzentren (VIKZ) organisiert. In Deutschland sind die sogenannten Süleymancılar meist unauffällig und tragen ihre Lehre kaum nach außen. Sie betonen jedoch ihre sunnitische Rechtgläubigkeit und lehnen die Bezeichnung Süleymancılık als abwertend ab.
Nach 2000 wurde Ahmet Denizolgun, ein Enkel Tunahans, Führer der Gemeinde. Nach dem Tod Ahmet Denizolguns im September 2016, wurde Alihan Kuriş, ein 37-jähriger Architekt, zum Nachfolger gewählt.

## Wahrnehmung
Der Staat betrachtete nicht kontrollierte religiöse Bewegungen mit Misstrauen und als politischen Akt. Entsprechend dieser Linie beschrieb der Büyük Larousse die Gemeinschaft als „extrem konservative politische Strömung mit religiösem Anschein“. Neuerungen, zeitgenössische Wissenschaften und Schulen wie die İmam-Hatip-Schule, wo auch Positive Wissenschaften unterrichtet würden, lehnten die Süleymancılar ab.
Nach Ansicht der Milliyet verfügte die cemaat 1986 über mehr als 1000 Gebäude für Korankurse in der Türkei und 215 Islamische Kulturzentren im Ausland. Die Zeitung beschrieb die Süleymancılar als legalistisch und modern. Ihre Vereine erfüllten die gesetzlichen Bestimmungen und die Männer kleideten sich modern und ließen auch keine Bärte stehen. Des Weiteren sei die Gemeinde diszipliniert und gehorsam. Gehorsam und Disziplin und der bedingungslose Glaube daran, dass Tunahan ein wahrer mürşid ohne jeglichen Makel sei, sind die Gründe, warum Ruşen Çakır die Süleymancılar als autoritäre, ja sogar faschistoide Organisation charakterisiert.

## Quelle
- Reşat Öngören: Artikel Süleyman Efendi Cemaati. In: İslâm Ansiklopedisi